# Konstantin Alexandrowitsch Menschow
Konstantin Alexandrowitsch Menschow (russisch Константин Александрович Меньшов, englisch Konstantin Alexandrovich Menshov; * 23. Februar 1983 in Leningrad, Sowjetunion) ist ein russischer Eiskunstläufer, der im Einzellauf startet.
Konstantin Menschow gelang es erst bei seiner neunten Teilnahme an Russischen Meisterschaften im Eiskunstlauf, sich für internationale Meisterschaften zu qualifizieren. Er wurde 2011 Russischer Meister und nahm mit fast 28 Jahren in Bern erstmals an einer Europameisterschaft teil. Er belegte den siebten Rang und war damit nach dem zehn Jahre jüngeren Artur Gatschinski (Rang 5) nur zweitbester russischer Läufer. Somit qualifizierte er sich nicht für die Weltmeisterschaft in Moskau, bei der Russland in jenem Jahr nur über einen Startplatz verfügte.
In der Saison 2012/2013 erreichte er in der ISU-Grand-Prix-Serie zwei vierte Plätze und gewann Bronze bei der Russischen Meisterschaft. Dennoch wurde er für internationale Meisterschaften lediglich als Ersatz nominiert und kam nicht zum Einsatz.
Menschow hat einen Zwillingsbruder namens Nikita.

## Ergebnisse (Auswahl)
| Wettbewerb/Saison         | 2004/05 | 2005/06 | 2006/07 | 2007/08 | 2008/09 | 2009/10 | 2010/11 | 2011/12 | 2012/13 | 2013/14 |
| ------------------------- | ------- | ------- | ------- | ------- | ------- | ------- | ------- | ------- | ------- | ------- |
| Europameisterschaften     | -       | -       | -       | -       | -       | -       | 7.      | -       |         | 3.      |
| Russische Meisterschaften | 11.     | 8.      | 5.      | 4.      | 6.      | 4.      | 1.      | 7.      | 3.      | 4.      |
| Cup of Russia             |         |         |         |         |         |         | 10.     | 8.      | 4.      | 4.      |
| NHK Trophy                |         |         |         |         |         |         |         | 6.      |         | 8.      |
| Skate America             |         |         |         |         |         |         |         |         | 4.      |         |